# روبرت جون فلمنج
روبرت جون فلمنج هو سياسي كندي، ولد في 23 نوفمبر 1854 في تورونتو في كندا، وتوفي في 26 أكتوبر 1925. انتخب عمدة تورونتو ‏ (1896 – 1897) وانتخب عمدة تورونتو ‏ (1892 – 1893).
ولد روبرت جون فليمنج في تورنتو ، وكان من أصل أيرلندي ، وهو ابن ويليام وجين (كولدويل) فليمنج. تلقى تعليمه في مدارس تورنتو العامة ودخل لأول مرة عالم الأعمال في مجال العقارات. من هناك انتقل إلى شركة سكة حديد تورنتو ليصبح المدير العام في عام 1905. كان أيضا عضوا في النظام البرتقالي في كندا. بدأت مهنة فليمنج السياسية كعضو مجلس محلي في جناح سانت ديفيد من 1886 إلى 1890.في عام 1892 انتخابات بلدية تورنتو ، انتخب عمدة تورنتو. هزم في عامي 1894 و 1895 لكنه عاد إلى منصبه في انتخابات بلدية تورنتو عام 1896 ومرة أخرى في العام التالي. استقال في عام 1897 لقبول التعيين كمفوض تقييم لتورنتو وشغل هذا المنصب حتى عام 1904. في عام 1894 ، ترأس المؤتمر الوطني للمعارض في مونتريال. كان فليمنج رئيسا في عام 1895 لتحالف دومينيون المحظور. كان يؤمن بشدة بحظر تجارة الخمور.
استقال فليمنج من منصب العمدة في عام 1897 وترشح لمنصب العمدة مرة أخرى في انتخابات بلدية تورنتو عام 1923 ضد العمدة تشارلز أ.ماجواير وهزم.
بصفته رجل أعمال ، كان المدير العام لشركة تورنتو ونياجرا باور ، والمدير العام لشركة تورنتو إلكتريك لايت والمدير العام لشركة التطوير الكهربائي في أونتاريو. كان أيضا مديرا لمجلس التجارة في تورنتو. كان عضوا في لجنة ميناء تورنتو في عام 1921.
تم تسمية الهلال فليمنج في ليسايد على شرفه.

## الحياة الشخصية
تزوج (أولا) في ديسمبر 1879 مارغريت جين بريدون ، التي توفيت في مارس 1883 ؛ كانت ابنة كريستوفر بريدون من مونتريال. كان زواجه الثاني في أكتوبر 1888 من ليديا جين أورفورد ، ابنة ويليام أورفورد من تورنتو. كان أب لأربعة أبناء وخمس بنات. كان لدى فليمنج اهتمام نشط بالخيول الأصيلة.
توفي روبرت جون فليمنج عام 1925 ودفن في مقبرة ماونت بليزانت ، تورنتو.